# Błonie
Błonie è un comune urbano-rurale polacco del distretto di Varsavia Ovest, nel voivodato della Masovia.
Ricopre una superficie di 85,84 km² e nel 2004 contava 19 696 abitanti.
La città fu fondata nel Medioevo durante il regno della dinastia Piast in Polonia. Błonie era una città regia nel Regno di Polonia, amministrativamente parte del voivodato della Masovia.
Qui nacque il generale e politico polacco Władysław Anders.